# 第3軍 (韓国陸軍)
第3野戦軍（だいさんやせんぐん 朝鮮語: 제3야전군）は韓国陸軍における軍の一つ。
軍事境界線西部域（西部戦線）の防衛を担当している。司令部所在地は京畿道龍仁市。

## 編成

### 編成部隊
韓国陸軍の主力部隊であり、5個軍団で編制されている。
- 首都軍団（2個師団（海兵隊1個師団を含む）、司令部：京畿道安養市）
- 第1軍団（4個師団、司令部：京畿道高陽市）
- 第5軍団（4個師団、司令部：京畿道抱川市）
- 第6軍団（3個師団、司令部：京畿道抱川市）
- 第7機動軍団（2個師団、司令部：京畿道利川市）

| 第20機械化步兵師団제20기계화보병사단(決戦결전) | 第20機械化步兵師団제20기계화보병사단(決戦결전) | 第20機械化步兵師団제20기계화보병사단(決戦결전) |
| ---------------------------------------------- | ---------------------------------------------- | ---------------------------------------------- |
| 第60機步旅団 (上昇상승)東豆川                  | 26戦車大隊 32戦車大隊(K1A1)                    | 107機步大隊(K200)                              |
| 第61機步旅団 (花郎화랑)                        | 12戦車大隊                                     | 108機步大隊 109機步大隊                        |
| 第62機步旅団 (突擊돌격)                        | 31戦車大隊(K1A1)                               | 110機步大隊(K21) 111機步大隊                   |
| 砲兵旅団                                       | 69, 70, 78, 91野戦砲兵大隊                     | 69, 70, 78, 91野戦砲兵大隊                     |
| 機甲捜索大隊K1A1*18                            |                                                |                                                |

| 首都機械化師団수도기계화사단(猛虎맹호) | 首都機械化師団수도기계화사단(猛虎맹호) | 首都機械化師団수도기계화사단(猛虎맹호) |
| -------------------------------------- | -------------------------------------- | -------------------------------------- |
| 機甲機步旅団 (閃電번개)                | 第18戦車大隊(K1A1)                     | 101機步大隊 122機步大隊                |
| 第1機步旅団 (飛虎비호)                 | 第17戦車大隊                           | 102機步大隊 133機步大隊                |
| 第26機步旅団 (惠山鎮혜산진)            | 第8戦車大隊 第35戦車大隊(K1A1)         | 103機步大隊                            |
| 砲兵旅団                               | 10, 60, 61, 808(K9)野戦砲兵大隊        | 10, 60, 61, 808(K9)野戦砲兵大隊        |
| 機甲捜索大隊                           |                                        |                                        |

### 隷下部隊
- 第306補充大隊（朝鮮語: 제306보충대대）
- 第3野戦輸送教育団（朝鮮語: 제3야전수송교육단）
- 第13情報通信団（朝鮮語: 제13정보통신단）
- 第3衛生旅団（朝鮮語: 제3의무여단）
- 第13衛生旅団（朝鮮語: 제3의무여단）

### 支援部隊
- 第2軍需支援司令部（朝鮮語: 제2군수지원사령부）
- 第3軍需支援司令部（朝鮮語: 제3군수지원사령부）
- 第11航空団（朝鮮語: 제11항공단）